# Diócesis de China Occidental
La diócesis de China Occidental (en inglés: Diocese of Western China) fue la sede episcopal de la Iglesia anglicana en Sichuan, que formaba parte de la Iglesia anglicana en China. Su territorio abarcaba la provincia de Sichuan (antiguamente romanizada como Szechwan o Szechuan) ubicada en el sudoeste de China, por lo tanto, también conocida como diócesis de Szechwan (Diocese of Szechwan).
Erigida en 1895 bajo la supervisión de la Iglesia de Inglaterra, la sede de la diócesis se encuentra en la catedral de San Juan Evangelista de la ciudad de Paoning. En 1936, se dividió en dos diócesis: la diócesis de Szechwan Oriental (Diocese of East Szechwan) y la diócesis de Szechwan Occidental (Diocese of West Szechwan).

## Historia

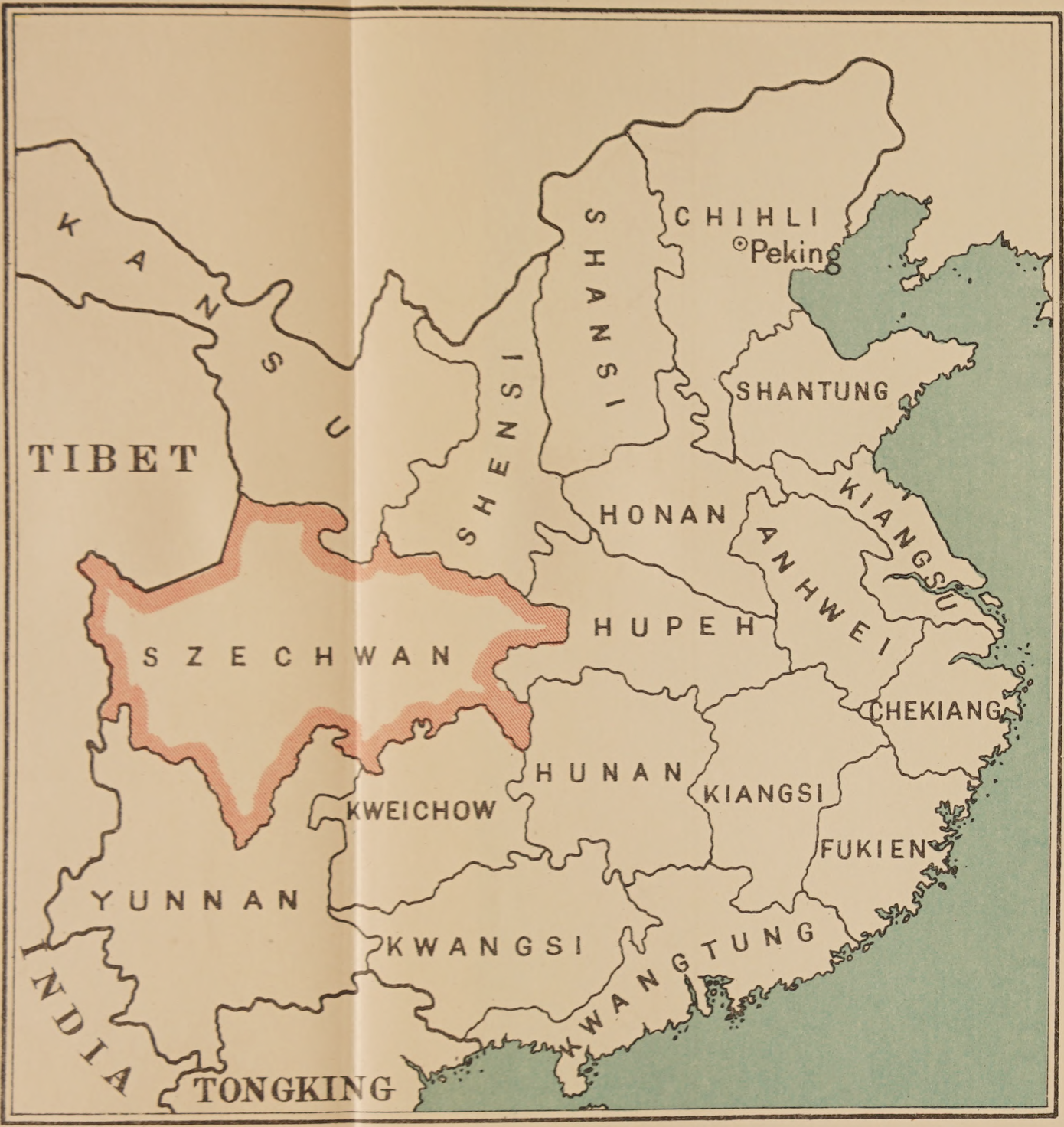
Ubicación de Sichuan (Szechwan) en China, mapa en W. W. Cassels: First Bishop in Western China de Marshall Broomhall.

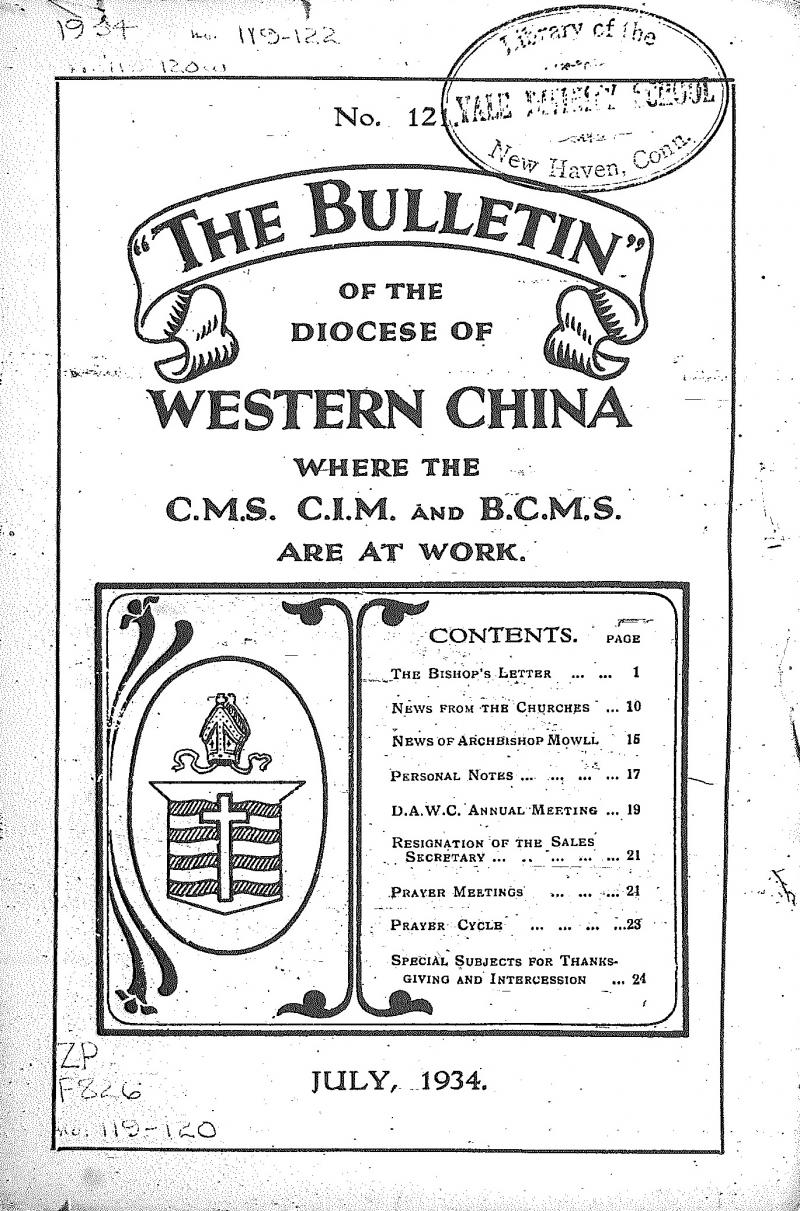
The Bulletin of the Diocese of Western China (n.º 121), julio de 1934.

Los Siete de Cambridge, que eran misioneros en China a través de la China Inland Mission (CIM), llegaron a Shanghái en 1885. Tres de ellos —William Cassels, Arthur T. Polhill-Turner y Montagu Proctor-Beauchamp— fueron enviados por la CIM a la provincia de Sichuan (Szechwan), donde establecieron una diócesis adecuada de la Iglesia de Inglaterra. El hermano mayor de Arthur, Cecil H. Polhill-Turner, se sintió atraído por la gente del Tíbet, fue a Tatsienlu, una ciudad tibetana de Kham dentro de Sichuan, y desde entonces había trabajado en las fronteras sino- e indo-tibetanas.
A fines de 1891, el reverendo J. H. Horsburgh de la Church Missionary Society (CMS), junto con su esposa, la Sra. Horsburgh, el reverendo O. M. Jackson, tres hombres laicos y seis misioneras solteras, entraron en Sichuan como el primer grupo de misioneros de la CMS trabajando en esa provincia. El trabajo de la CMS había comenzado en Mienchow, Chungpa, Anhsien, Mienchu y Sintu por el año 1894, todos los cuales se encuentran en el oeste de la región. Mientras tanto, los trabajadores de CIM, con sede en Paoning, también estaban abriendo camino en Sichuan oriental.
En 1895 se dieron pasos para la formación de una nueva diócesis, debido a que la Iglesia estaba representada por dos sociedades misioneras. Cassels finalmente fue consagrado obispo de China Occidental el 18 de octubre de 1895 en la abadía de Westminster. Como se mencionó anteriormente, la CMS trabajó en el oeste de la región, la CIM en el este. Pero después de la consagración de Cassels, el trabajo se coordinaba cada vez más bajo su dirección.
En 1904, se fundó el boletín diocesano The Bulletin of the Diocese of Western China, que fue retitulado varias veces y publicado por última vez en 1958.
En 1932 se publicó una traducción al chino del Libro de Oración Común, revisada y autorizada para su uso en la diócesis de Szechwan.
La diócesis se dividió en las diócesis de Szechwan Oriental y diócesis de Szechwan Occidental en 1936.

## Obispos

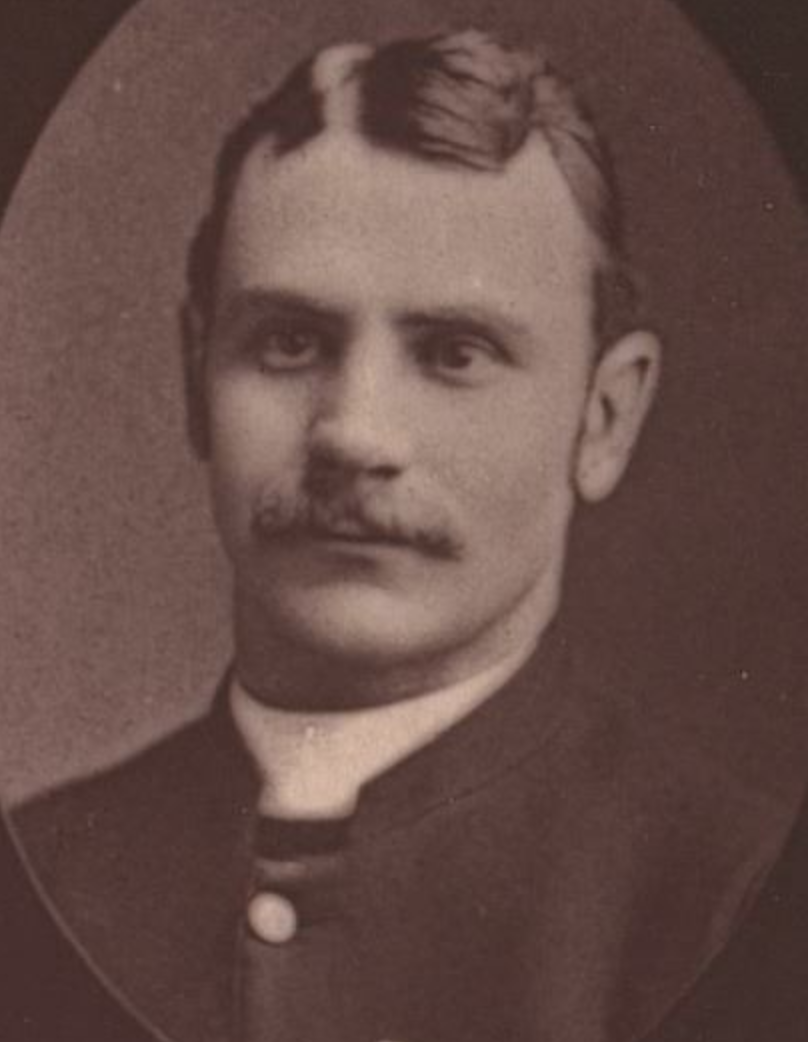
William Cassels, primer obispo de China Occidental.

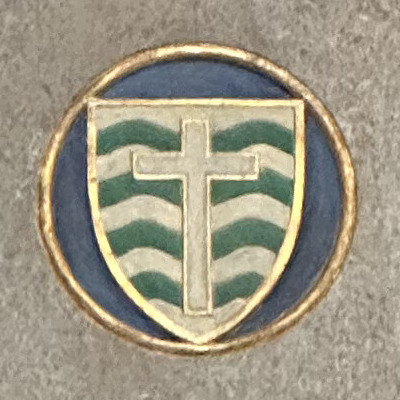
Escudo de la diócesis de Szechwan en la placa conmemorativa de John Holden en la catedral de Truro.

### China Occidental
- 1895–1925: William Cassels
- 1926–1933: Howard Mowll
- 1933–1936: John Holden

#### Obispos auxiliares
- 1922–1926: Howard Mowll
- 1929–1936: Ho-lin Ku
- 1929–1936: Chʽeng-Tsi Song

### Szechwan Oriental
- 1936–1940: Frank Houghton
- 1940–1950: Kenneth Bevan
- 1950–19??: Fuh-tsu Tsai

#### Obispos auxiliares
- 1936–1947: Ho-lin Ku

### Szechwan Occidental
- 1936–1937: John Holden
- 1937–1950: Chʽeng-Tsi Song

#### Obispos auxiliares
- 1936–1937: Chʽeng-Tsi Song
- 1943–1950: Harold Alexander Maxwell